# Ouvrage de la Falouse

1) Zugangstor mit Wachstuben; 2) Graben; 3) Brücke zum Eingang; 4) Eingang mit Türnischen; 5) Mannschaftsräume; 6) Telefonstube; 7) Kommandant; 8) Telegrafenstube; 9) Bereitstellungsraum; 10) Aufstieg zur Beobachtungskuppel; 11) Offiziers-Toiletten; 12) Munitionslager 7,5-cm-Geschütz; 13) 7,5-cm-Geschütz; 14) Ausgang bei Gefecht; 15) Waffenkammer; 16) Zugang Keller; 17) Offiziersräume; 18) Lüftungsanlage; 19) Brennstofflager; 20) Küche; 21) Vorratsraum; 22) Lampisterie; 23) Werkzeug; 24) Mannschafts-Toiletten; 25) Zugang Maschinengewehr-Panzerkuppel; 26) Externer Beobachtungsposten

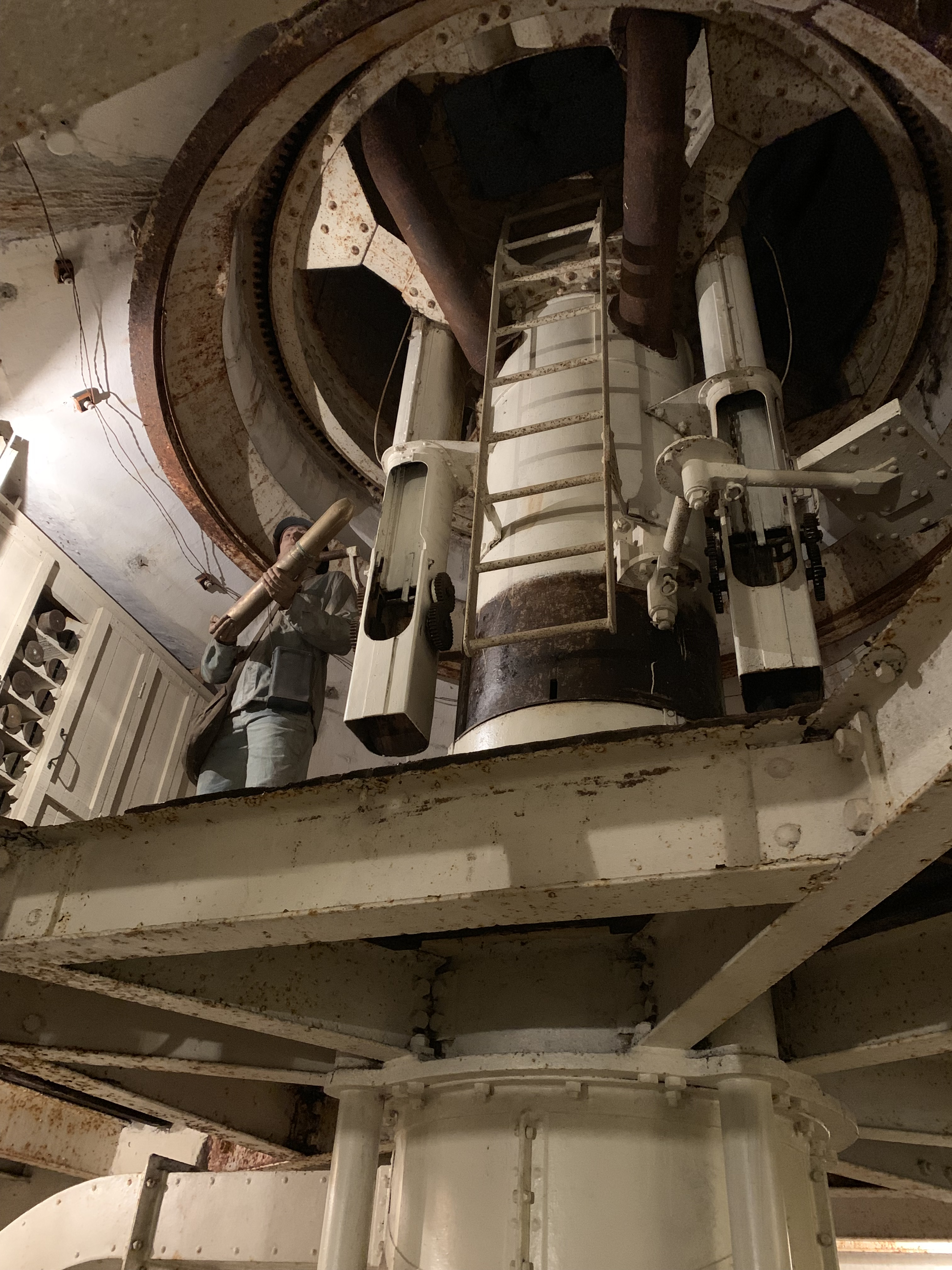
7,5-cm-Geschützkuppel von Innen

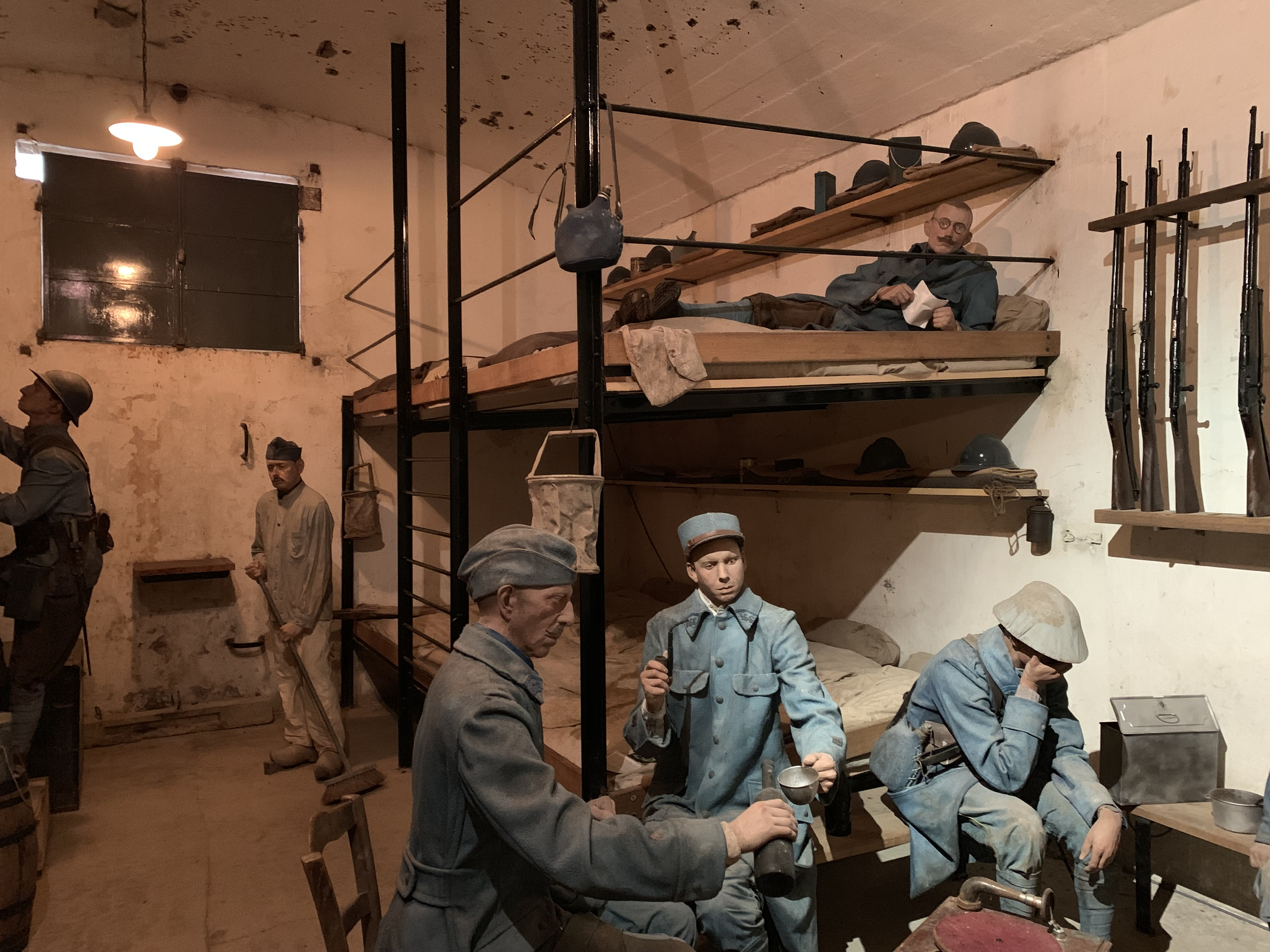
Mannschaftsraum im Ouvrage de la Falouse mit uniformierten Puppen

Das Ouvrage de la Falouse (deutsch Zwischenwerk bei Falouse) ist Teil des Festen Platzes Verdun. Es liegt etwa 5 km südlich vom Stadtzentrum Verduns. Erbaut zwischen 1906 und 1908 mit Beton für 128 Mann Besatzung, wurde es bei der Schlacht um Verdun nie in Kampfhandlungen verwickelt. Die Anlage hat eine Stahlbetondecke mit einer Dicke von 1,65 m und nicht armierte Wände mit einer Stärke von 2,00 m bis 3,50 m. Die Hauptbewaffnung bestand aus einem 75 mm Geschütz in einer 30 cm dicken Panzerkuppel. In einer zweiten, 12 cm dicken Panzerkuppel wurden als Sekundärbewaffnung und zur Nahbereichsverteidigung zwei Maschinengewehre montiert. Zur Gefechtsfeldbeobachtung sind drei interne und eine externe Panzerkuppel mit einer Panzerung von bis zu 25 cm vorhanden.